# Odynerus wickwari
Odynerus wickwari är en stekelart som beskrevs av Meade-waldo. Odynerus wickwari ingår i släktet lergetingar, och familjen Eumenidae. Inga underarter finns listade i Catalogue of Life.